# Autoroute A64 (Francia)
La A64 (La Pyrénéenne o E80) es una autopista francesa de peaje con tramos gratuitos. Enlaza Toulouse con Bayonne pasando por Tarbes y Pau. Tiene una longitud de unos 291 km) y tiene 2 carriles por sentido, con la excepción de un tramo a su llegada a Toulouse que dispone de 3 carriles por sentido.

## Salidas
Tramo de gratuito entre   1  y   4  
| Número de Salida                | Nombre de Salida                                                                                                 | Carretera que enlaza |
| ------------------------------- | --- | -------------------- |
|                                 | San Sebastián, San Juan de Luz, Biarritz, Bayona-Rive Gauche, Burdeos, Mont-de-Marsan, Dax, Bayonne-Saint-Esprit | A 63 E-5 E-70 E-80   |
| 1                               | Bayonne-Centre, Saint-Pierre-d'Irube, Mouguerre-Centre de fret                                                   |                      |
| 1.1                             | Mouguerre-Bourg, Villefranque                                                                                    |                      |
| 2                               | Mouguerre-Elizabery, Briscous                                                                                    |                      |
| 3                               | Briscous, Cambo-les-Bains, Hasparren                                                                             |                      |
| 4 (km 5)                        | Urt, Saint-Palais, Bidache                                                                                       |                      |
| 5 (km 12)                       | Guiche |                      |
| Peaje de Sames                  | |                      |
|                                 | Área de Servicio de Hastingues                                                                                   |                      |
| Límite territorial              | Entre Pyrénées-Atlantiques (64) y Landes (departement) (40)                                                      |                      |
| 6 y                             | Capbreton, Hossegor, Saint-Vincent-de-Tyrosse, Bidache, Peyrehorade                                              | A 641                |
| Límite territorial              | Entre Landes (departement) (40). Y Pyrénées-Atlantiques (64)                                                     |                      |
| 7 (km 39)                       | Pamplona, Saint-Jean-Pied-de-Port, Oloron-Sainte-Marie, Mauléon-Licharre, Salies-de-Béarn                        |                      |
|                                 | Área de descanso de Haut de Départ (Bayonne-Toulouse) y de Magret (Toulouse-Bayonne)                             |                      |
| 8 (km 55)                       | Dax, Mont-de-Marsan, Hagetmau, Lacq, Orthez                                                                      |                      |
|                                 | Área de servicio de Lacq-Audejos                                                                                 |                      |
| 9 (km 74)                       | Mourenx, Lacq, Artix                                                                                             |                      |
|                                 | Área de descanso de Poey-de-Lescar                                                                               |                      |
|                                 | Mont-de-Marsan, Burdeos                                                                                          | A 65 E 7             |
| 9.1                             | Zaragoza, Lescar, Pau                                                                                            | D 817 E 7            |
| 10 (km 92)                      | Mont-de-Marsan, Pau, Aire-sur-l'Adour, Aéroport Pau-Pyrénées                                                     |                      |
|                                 | Área de descanso de Serres-Morlaàs                                                                               |                      |
| 11 (km 106)                     | Lourdes, Pau, Pontacq, Soumoulou                                                                                 | D 817                |
|                                 | Área de Servicio des Pyrénées                                                                                    |                      |
| Límite territorial              | Entre regiones : Aquitaine y Midi-Pyrénées.                                                                      |                      |
| Límite territorial              | Entre departamentos Pyrénées-Atlantiques (64) y Hautes-Pyrénées (65).                                            |                      |
| 12 (km 126)                     | Tarbes-Ouest Lourdes, Bagnères-de-Bigorre, Vic-en-Bigorre, Aéroport de Tarbes-Lourdes-Pyrénées                   | N 21                 |
| Tramo de peaje entre 13 y 15    | |                      |
| 13 (km 134)                     | Tarbes-Est Pau, Lourdes, Auch, Tarbes, Trie-sur-Baïse, Rabastens-de-Bigorre                                      |                      |
|                                 | Área de descanso des Bordes                                                                                      |                      |
| 14 (km 147)                     | Bagnères-de-Bigorre, Tournay                                                                                     |                      |
|                                 | 110 km/h (sentido Toulouse > Bayonne)                                                                            |                      |
| 15 (km 159)                     | Capvern | D 817                |
| 20                              | |                      |
|                                 | Área de descanso des Bandouliers (Bayonne-Toulouse) y du Lac Saint-Martin (Toulouse-Bayonne)                     |                      |
| 16 (km 164)                     | Auch, Arreau, Lannemezan                                                                                         |                      |
|                                 | Área de descanso du Pic du Midi                                                                                  |                      |
| Límite territorial              | Entre Hautes-Pyrénées (65) y Haute-Garonne (31)                                                                  |                      |
| 17                              | Luchon / Montréjeau                                                                                              | A 645                |
|                                 | Área de Servicio du Comminges                                                                                    |                      |
| 18 (km 195)                     | Boulogne-sur-Gesse, Aspet, Saint-Gaudens                                                                         | D 817                |
| Peaje de Lestelle               | |                      |
| 19 (km 207)                     | Saint-Gaudens, Lestelle-de-Saint-Martory                                                                         | D 817                |
| 20 (km 211)                     | Foix, Saint-Girons, Salies-du-Salat, Saint-Martory                                                               |                      |
| Tramo gratuito entre 20 y 36    | |                      |
|                                 | 130 km/h (ambos sentidos)                                                                                        |                      |
| 21 (km 219)                     | Tarbes, Lourdes et Saint-Gaudens par RD, Aurignac, Boussens                                                      | D 817                |
| 22 (km 223)                     | Martres-Tolosane                                                                                                 |                      |
|                                 | Área de descanso des Vergers (Bayonne-Toulouse) y Bleue (Toulouse-Bayonne)                                       | D 817                |
| 23 (km 228)                     | Mondavezan, Le Fousseret, Cazères                                                                                |                      |
| 24 (km 232)                     | Lavelanet-de-Comminges                                                                                           |                      |
| 25 (km 235)                     | Montesquieu-Volvestre, Rieux, Saint-Julien-sur-Garonne, Saint-Élix-le-Château                                    |                      |
| 26 (km 240)                     | Lafitte-Vigordane, L'Isle-en-Dodon, Peyssies, Salles-sur-Garonne                                                 |                      |
| 27 (km 243)                     | Montesquieu-Volvestre, Rieux-Volvestre, Bérat, Carbonne, Marquefave                                              |                      |
|                                 | Área de servicio de la Garonne (Bayonne-Toulouse) du Volvestre (Toulouse-Bayonne)                                |                      |
| 28 (km 247)                     | Saint-Sulpice-sur-Lèze, Longages, Marquefave, Noé, Capens                                                        |                      |
| 29 ((km 248)                    | Noé |                      |
| 30 (km 250)                     | Bérat, Longages                                                                                                  |                      |
| 31 (km 252)                     | Saint-Hilaire, Lavernose-Lacasse, Le Fauga, Mauzac                                                               |                      |
| 32 (km 254)                     | Saint-Hilaire, Lavernose-Lacasse, Le Fauga                                                                       |                      |
| 33 (km 258)                     | Muret-Z.I. Sud Labarthe-sur-Lèze                                                                                 |                      |
| 34 (km 261)                     | Muret, Saint-Clar-de-Rivière, Lamasquère, Labastidette, Lherm, Rieumes                                           |                      |
| 35 (km 263)                     | Muret-Nord, Toulouse par RD, Saint-Lys, Villeneuve-Tolosane, Roques, Seysses                                     |                      |
| Peaje de Muret                  | | D 817                |
| Tramo gratuito entre 36 y A 620 | |                      |
| 36 (km 271)                     | Tarbes y Lourdes por RD, Foix, Muret por RD, Roques, Auterive, Labarthe-sur-Lèze                                 | D 864                |
| 37 (km 272)                     | Portet-sur-Garonne, Cugnaux, Villeneuve-Tolosane, Saint-Simon                                                    |                      |
| 38 (km 274)                     | Saint-Simon, Tournefeuille, Le Mirail, La Croix de Pierre                                                        |                      |
|                                 | Montpellier, Albi, Toulouse-Centre ; París, Burdeos, Auch, Aéroport de Toulouse-Blagnac                          | A 620                |